# 대료애미려
대료애미려(大老愛美麗: Enter The Phoenix)는 홍콩에서 제작된 풍덕륜 감독의 2004년 영화이다. 오언조 등이 주연으로 출연하였고 윌리 찬 등이 제작에 참여하였다.

## 출연

### 주연
- 오언조
- 진혁신
- 막문위
- 두문택
- 풍덕륜
- 나가영

### 조연
- 원표
- 성룡
- 브라이언 리
- 하야마 히로
- 사정봉
- 이찬삼
- 진혜민
- 이력지
- 오윤룡